# Väinö Ikonen
Pour les articles homonymes, voir Ikonen.
Väinö Ikonen (né le 5 octobre 1895 à Tuusniemi et mort le 10 février 1954 à Helsinki) est un lutteur finlandais, pratiquant la lutte gréco-romaine.
Il dispute une édition des Jeux olympiques ; il remporte la médaille de bronze en catégorie poids coqs en 1924 à Paris